# Põlva
Põlva (rus. Пылва, njem. Pölwe ili Pölwa) je glavni grad okruga Põlva, jugoistočna Estonija.
Grad Põlva se prostire na 5,5 km² i prema popisu iz 2009. godine u njemu je živjelo 6.314 stanovnika. Põlva ima 3 škole koje prema podatcima od 1. siječnja 2009 imaju ukupno 1152 učenika.
Crkva sv. Marije izgrađena je u periodu od 1460. do 1470. godine. 1931. je otvoren željeznički kolodvor. Põlva je dobila gradska prava 10. kolovoza 1993. godine.
Važne industrijske grane su prehrambena (tradicionalna) i drvna industrija koja je u 2007. godini ostvarila 120.000 € dobiti.
Põlva je grad prijatelj s finskim Kannusom.

## Vanjske poveznice
- Põlva - službene stranice